# Vauville (Manche)
Pour les articles homonymes, voir Vauville.
Vauville est une ancienne commune française du département de la Manche et de la région Normandie, peuplée de 327 habitants.
Depuis le 1er janvier 2017, elle fait partie de la nouvelle commune de La Hague et a le statut de commune déléguée.

## Géographie

### Localisation
Vauville se trouve sur la côte ouest du département de la Manche, dans le pays de la Hague.
Le sol de la commune est très ancien, du point de vue géologique. Certaines roches dateraient d'environ deux milliards d'années, les classant parmi les plus anciennes d'Europe.
La commune est au sud de Beaumont-Hague, son chef-lieu de canton.
| Beaumont-Hague   | Beaumont-Hague | Beaumont-Hague, Sainte-Croix-Hague |
| Mer de la Manche | Vauville       | Sainte-Croix-Hague                 |
| Mer de la Manche | Biville        | Biville                            |

## Toponymie
Le nom de la localité est attesté sous les formes Valavilla en 1050-1064 (copie 1524), Vualvilla (*Walvilla) en 1054, Galvilla 1051-1066.
Il s'agit d'une formation toponymique médiévale en -ville au sens ancien de « domaine rural ». Le nom de personne francique Waldo proposé par certains auteurs pour expliquer l'élément Vau-, n'est soutenu par aucune forme ancienne et incompatible avec la forme Valavilla relevée en 1050-1064. La forme Galvilla, de type normand méridional ou français, ne s'est pas imposée, contrairement à ce qu'on observe dans Gauville-la-Campagne (Eure, Galvilla vers 1060, Wauvilla vers 1181).
Le nom francique Wal(o) peut expliquer l'élément Vau-,, mais on lui préfère en général le nom de personnes scandinaves Valr, (ValR, accusatif Val) ou vieux danois / anglo-scandinave *Wal. La diffusion normande de ce type toponymique renforce ce choix : Vauville (Calvados, Walvilla 1100, Wauvilla 1198) ; Vaucottes (Seine-Maritime, Vaucote 1461-1462) et Vautuit (Seine-Maritime, Wautuit 1261). L'appellatif cotte « petite maison » s'expliquant généralement par le vieux scandinave ou l'anglo-scandinave, tout comme t(h)uit « essart, champ obtenu par essartage ».

## Histoire
Un Richard de Vauville participa à la bataille d'Hastings en 1066.
Un seigneur de Vauville combattit aux côtés de Richard Cœur de Lion[réf. nécessaire].
La présence d'une zone d'échouage favorisa le développement du bourg seigneurial.
Dans la première moitié du XIIe siècle, la paroisse relevait de l'honneur de Bricquebec.

## Politique et administration

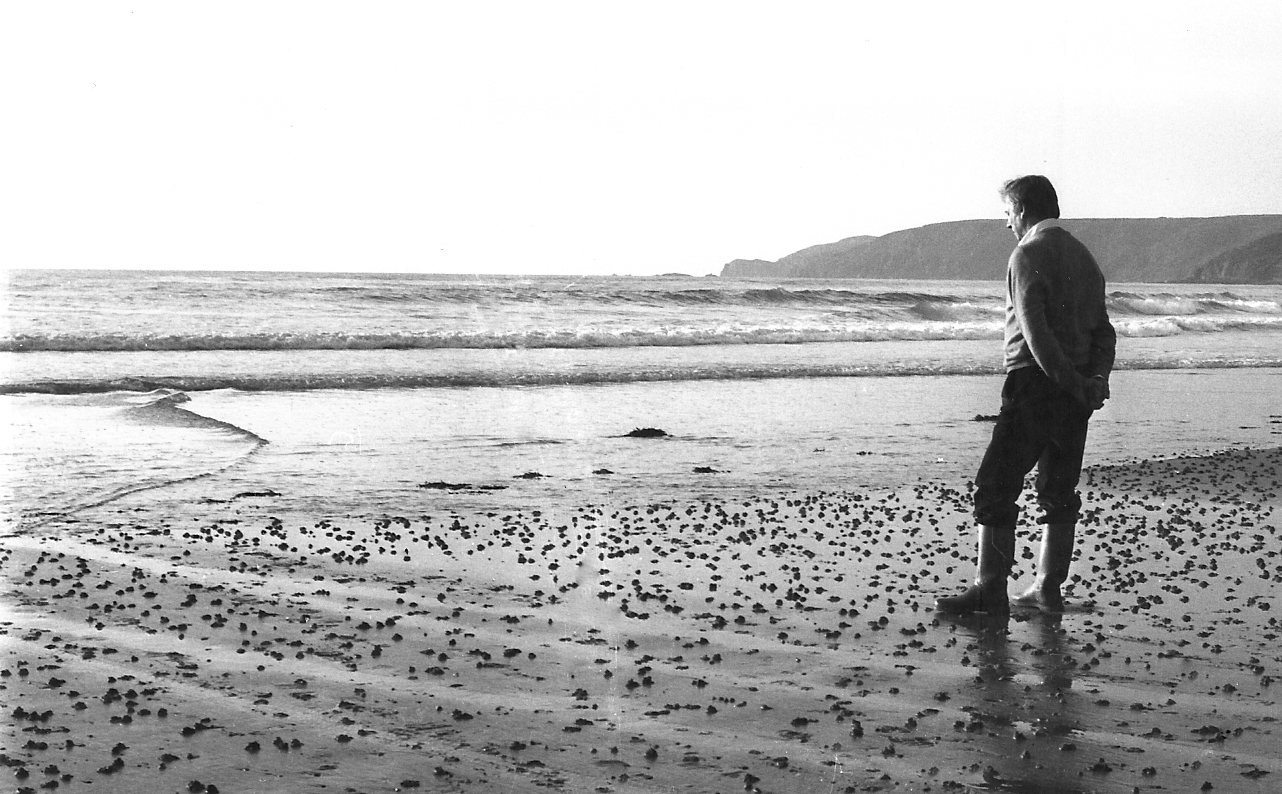
Yves Montand sur la plage de Vauville pendant le tournage du film Les Routes du sud, le 26 10 1977.

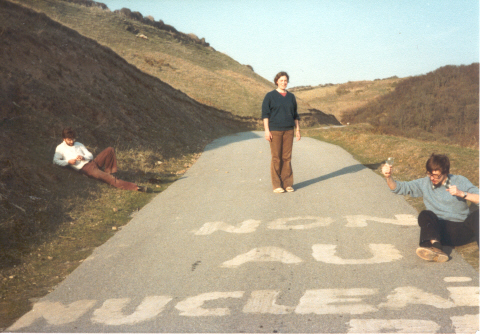
La Hague 1979, « non au nucléaire ».

### Liste des maires
| Période                                  | Période          | Identité            | Étiquette | Qualité               |
| ---------------------------------------- | ---------------- | ------------------- | --------- | --------------------- |
| Les données manquantes sont à compléter. |                  |                     |           |                       |
| 1848                                     | mai 1858 (décès) | Pierre Salley       |           |                       |
| 1858                                     | 1861             | Michel Agnez        |           |                       |
| 1861                                     | 1865             | François Lejeune    |           |                       |
| 1865                                     | 1870             | Jacques Sanson      |           |                       |
| 1870                                     | 1876             | Charles Legrand     |           |                       |
| 1876                                     | 1881             | Auguste Bonnissent  |           |                       |
| 1881                                     | 1904             | François Jean       |           |                       |
| 1904                                     | 1912             | Pierre Sanson       |           |                       |
| 1912                                     | 1919             | Charles Lefilliâtre |           |                       |
| 1919                                     | 1920             | Pierre Sanson       |           |                       |
| 1920                                     | 1922             | Julien Legrand      |           |                       |
| 1923                                     | 1925             | Charles Lefilliâtre |           |                       |
| 1925                                     | 1929             | Alphonse Legrand    |           |                       |
| 1929                                     | 1945             | Achille Agnès       |           |                       |
| 1945                                     | 1947             | Michel Néel         |           |                       |
| 1947                                     | mars 1959        | Jacques Sanson      |           |                       |
| mars 1959                                | mars 1983        | Georges Sanson      |           |                       |
| mars 1983                                | juin 1995        | Louis André         |           |                       |
| juin 1995                                | mars 2001        | Christian Grelot    |           | Retraité de la Cogema |
| mars 2001                                | décembre 2016    | Gérard Chevereau    | SE        | Ingénieur SGN         |

Le conseil municipal était composé de onze membres dont le maire et deux adjoints.

### Liste des maires délégués
| Période      | Période      | Identité         | Étiquette | Qualité                       |
| ------------ | ------------ | ---------------- | --------- | ----------------------------- |
| janvier 2017 | juillet 2020 | Gérard Chevereau | SE        | Ingénieur                     |
| juillet 2020 | En cours     | Éric Pellerin    |           | Directeur de jardin botanique |

## Population et société

### Démographie
L'évolution du nombre d'habitants est connue à travers les recensements de la population effectués dans la commune depuis 1793. À partir du 1er janvier 2009, les populations légales des communes sont publiées annuellement dans le cadre d'un recensement qui repose désormais sur une collecte d'information annuelle, concernant successivement tous les territoires communaux au cours d'une période de cinq ans. 
Pour les communes de moins de 10 000 habitants, une enquête de recensement portant sur toute la population est réalisée tous les cinq ans, les populations légales des années intermédiaires étant quant à elles estimées par interpolation ou extrapolation. Pour la commune, le premier recensement exhaustif entrant dans le cadre du nouveau dispositif a été réalisé en 2007,.
En 2021, la commune comptait 327 habitants, en évolution de −7,1 % par rapport à 2015 (Manche : +0,44 %, France hors Mayotte : +2,49 %).
| 1793 | 1800 | 1806 | 1821 | 1831 | 1836 | 1841 | 1846 | 1851 |
| ---- | ---- | ---- | ---- | ---- | ---- | ---- | ---- | ---- |
| 482  | 523  | 598  | 660  | 680  | 672  | 652  | 646  | 613  |

| 1856 | 1861 | 1866 | 1872 | 1876 | 1881 | 1886 | 1891 | 1896 |
| ---- | ---- | ---- | ---- | ---- | ---- | ---- | ---- | ---- |
| 528  | 504  | 489  | 475  | 412  | 404  | 382  | 403  | 378  |

| 1901 | 1906 | 1911 | 1921 | 1926 | 1931 | 1936 | 1946 | 1954 |
| ---- | ---- | ---- | ---- | ---- | ---- | ---- | ---- | ---- |
| 345  | 320  | 323  | 271  | 267  | 248  | 265  | 244  | 251  |

| 1962 | 1968 | 1975 | 1982 | 1990 | 1999 | 2007 | 2012 | 2017 |
| ---- | ---- | ---- | ---- | ---- | ---- | ---- | ---- | ---- |
| 242  | 255  | 259  | 343  | 372  | 363  | 378  | 373  | 319  |

| 2019 | - | - | - | - | - | - | - | - |
| ---- | - | - | - | - | - | - | - | - |
| 316  | - | - | - | - | - | - | - | - |

### Sports
Le Football club Sud-Hague, association sportive des communes de Flottemanville-Hague, Biville, Tonneville, Sainte-Croix-Hague et Vauville, fait évoluer deux équipes de football en divisions de district.
La plage de Vauville est très adaptée à la pratique des sports nautiques, en particulier surf, planche à voile, kitesurf, mais aussi char à voile ou cerf-volant de traction.

## Culture locale et patrimoine

### Lieux et monuments
- Le Camp Maneyrol, terrain de vol à voile, créé en 1923, fut la première station de vol dynamique (ou « vol de pente »). Il porte le nom d'Alexis Maneyrol, aviateur qui y battit le 29 janvier 1923 le record du monde de durée de vol sans moteur en 8 h 4 min 50 s.
- Le prieuré bénédictin de Saint-Michel, dont la chapelle du XVe siècle est inscrite au titre des monuments historiques par arrêté du 7 février 1975[16]. Peint par Jean-François Millet en 1872, le prieuré a été incendié en 1944 et restauré.

Le prieuré, dédié à saint Michel, et connu sous le nom de Saint-Hermël, fut fondé en 1147 par Richard de Vauville, descendant de Guillaume de Vauville compagnon de Guillaume le Conquérant à Hastings en 1066, et qui construisit, en 1163, le premier château.
- Le château de Vauville et son jardin botanique. Du premier château, construit en 1163 par Richard de Vauville, il ne reste que le donjon[Note 3]. Le bâtiment actuel, construit au XVIIe siècle par César de Costentin, frère du maréchal de Tourville, à la suite de son mariage avec Jeanne Le Sauvage[5], comprend deux corps de logis bâtis en angle droit du XVIIe siècle s'appuyant sur le vieux donjon. Habité par Jean Bart et un temps propriété du général Lemarrois, il appartient aujourd'hui à la famille Pellerin de Turckheim. Éric Pellerin et son épouse ont conçu le jardin botanique en 1947 et l'on peut y visiter aujourd'hui la plus grande palmeraie du nord de l'Europe. L'ensemble est inscrit au titre des monuments historiques (le château depuis 1972[17], le jardin depuis 1992[18]).
- Église Saint-Martin des XIIe – XVIIe siècles, construite en 1160 et refaite notamment au XVIIe siècle. L'édifice comprend une double nef du XIIe siècle et un clocher qui devait servir d'amer pour les navigateurs comme celui de la chapelle Saint-Germain de Querqueville et probablement celui de Gatteville[19]. L'église abrite un bas-relief du XVe siècle l'éducation de la Vierge classé au titre objet aux monuments historiques[20], ainsi que de nombreuses dalles funéraires des XVIe-XVIIe, des épitaphes du XVIIe, les statues de sainte Barbe et saint Sébastien du XVIIe[21].

Cinq vitraux modernes de grande simplicité de trait, aux couleurs franches, ornent le chœur de l'église :
Ces vitraux installés en 1966 sont, selon le créateur vitrailliste Gérard Bourget, caractérisés « par un trait puissant avec une grisaille bien opaque sans demi-teinte, capable de résister à la lumière. Accompagné de couleurs franches avec une dominante par panneau, cela devient une bande dessinée racontant les épisodes d'une vie ».
L'église est aujourd'hui rattachée à la nouvelle paroisse Bienheureux Thomas Hélye de la Hague du doyenné de Cherbourg-Hague.
- L'allée couverte de Vauville[23]. Il s'agit d'une sépulture collective d'environ 4 500 ans, classée au titre des monuments historiques par arrêté du 28 janvier 1907[24]. La galerie, en grande partie effondrée, mesure 14,50 m de long et 1 m de large.
- Fortin de la guerre de Sept Ans (1756-1763). Le seul qui existe encore sur les six fortins de ce type qui furent construits dans la Manche[25],[Note 4].
- Fontaine du Bienheureux Thomas Hélye.
- Belvédère du Thot (93 m).
- Jardin botanique du château, avec plus de cinq cent espèces tropicales, inscrit à l'IGPC[27] et labellisé jardin remarquable[28].

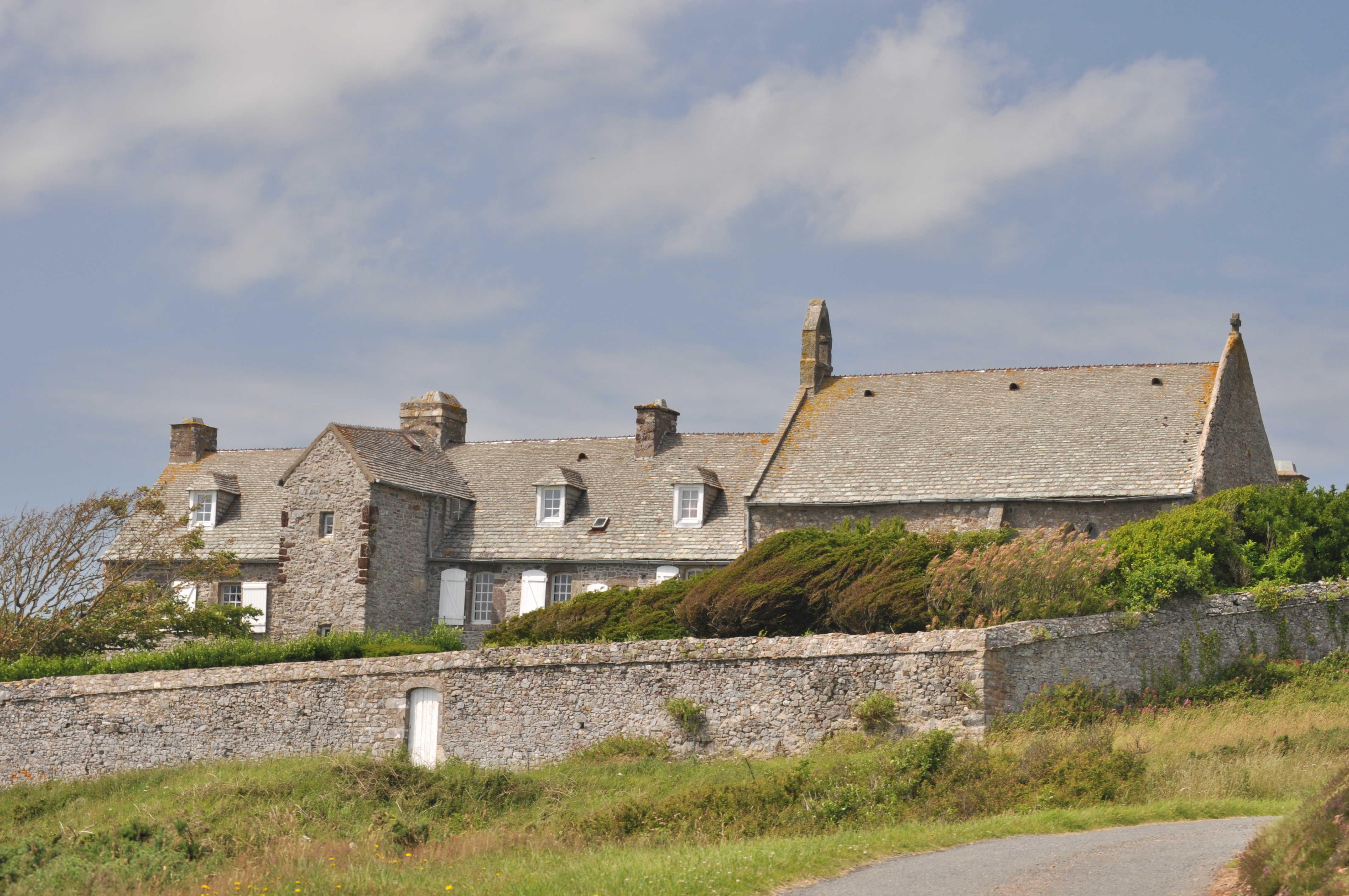
Le prieuré Saint-Hermel.
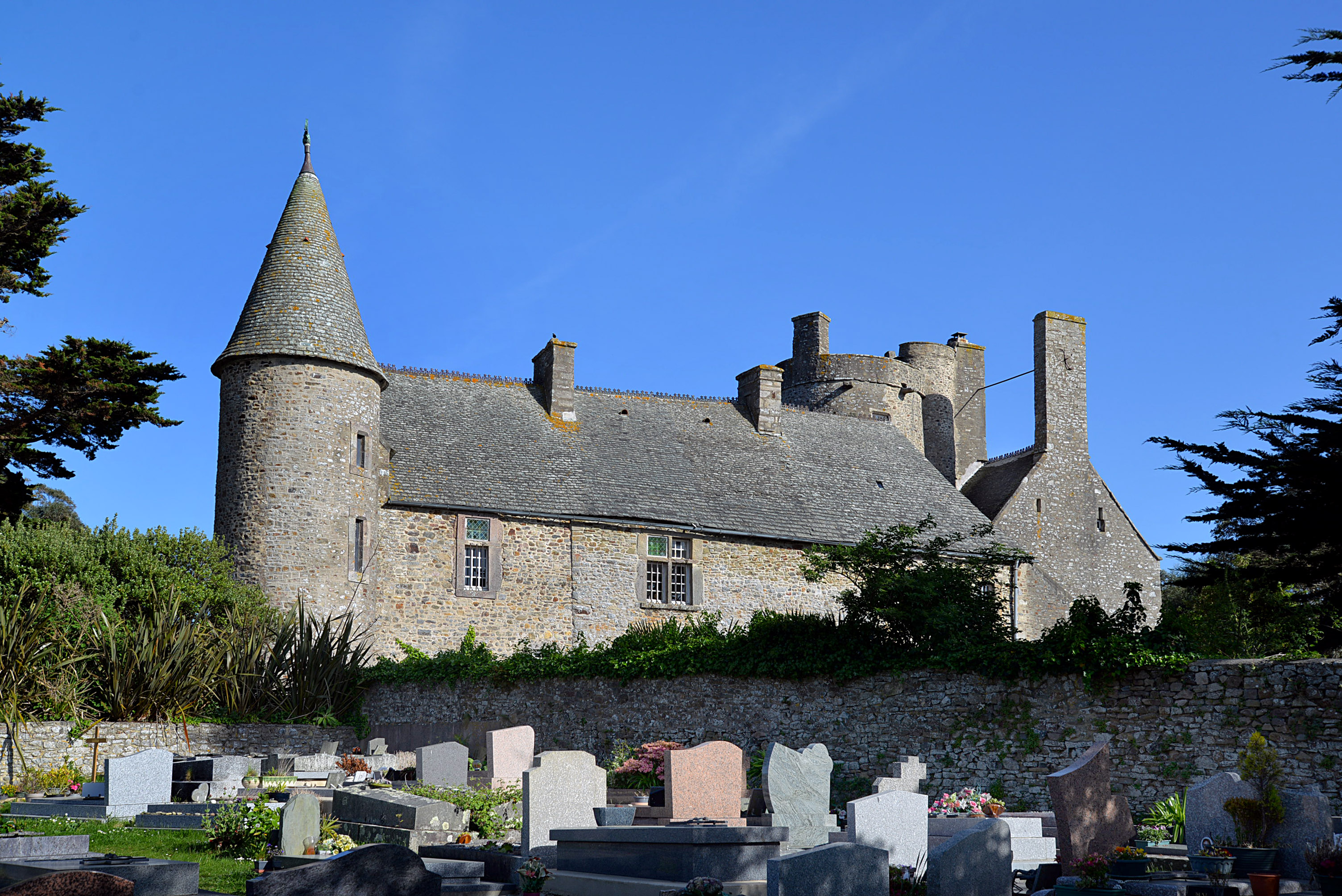
Le château de Vauville.
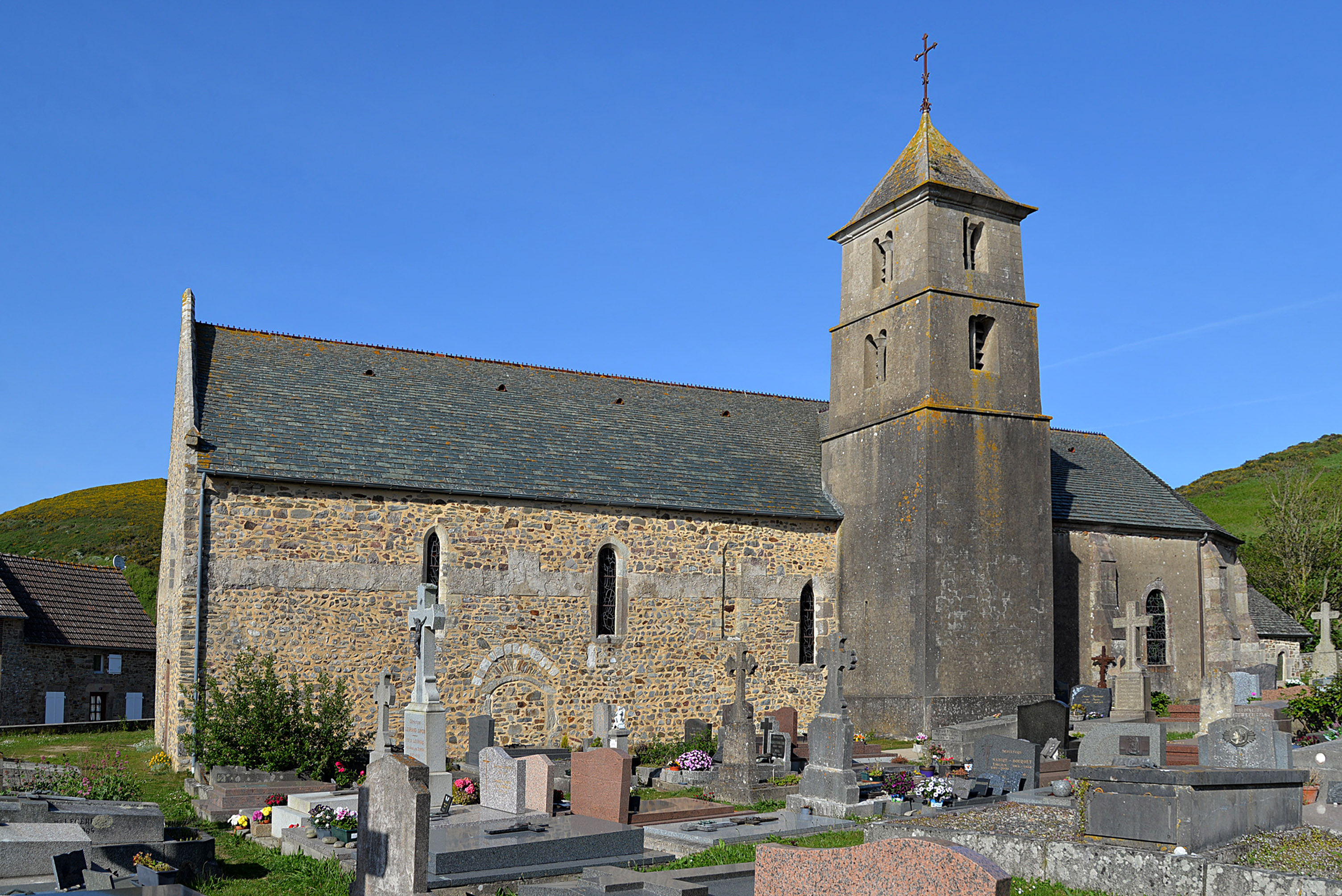
L'église Saint-Martin.
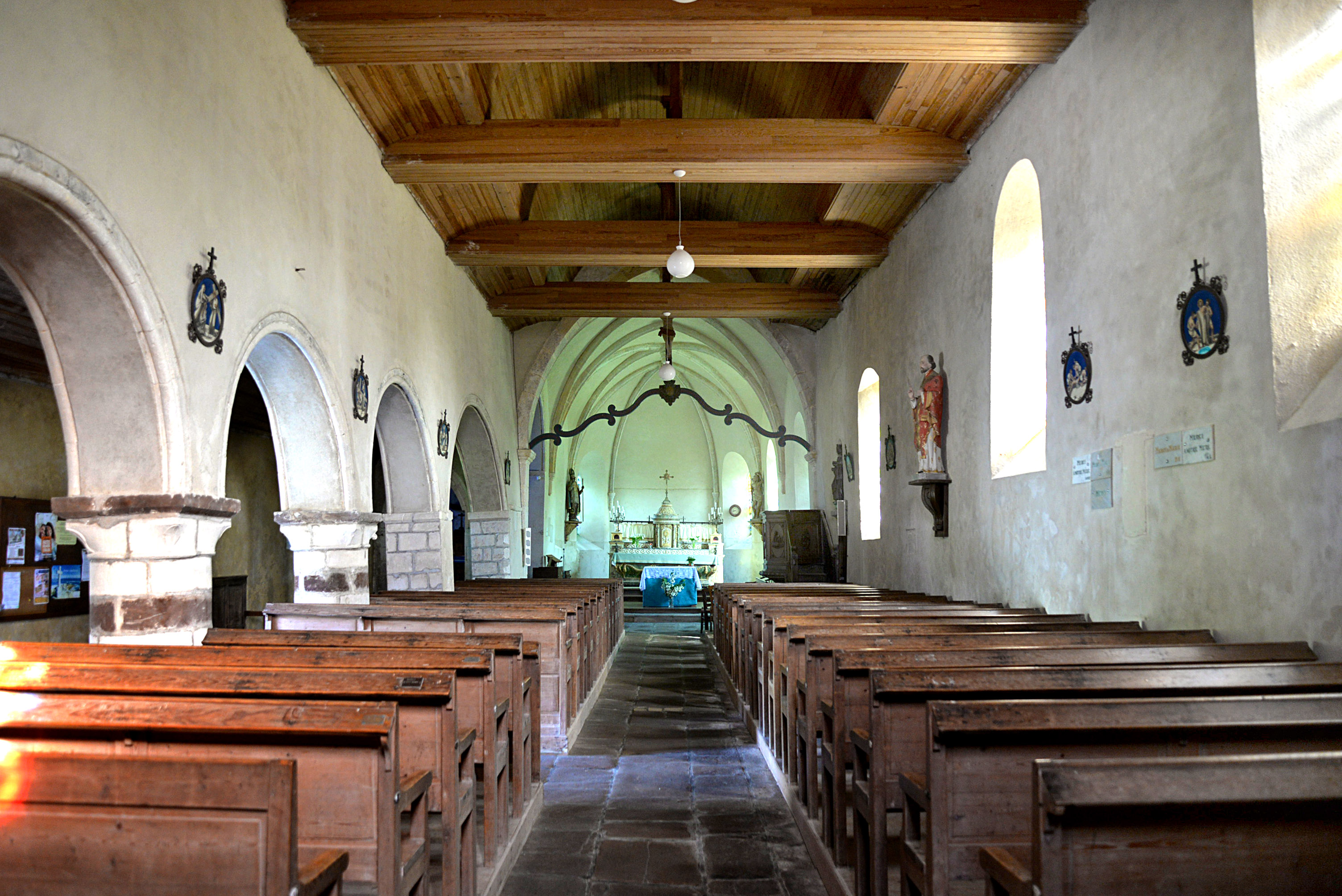
La nef de l'église Saint-Martin.
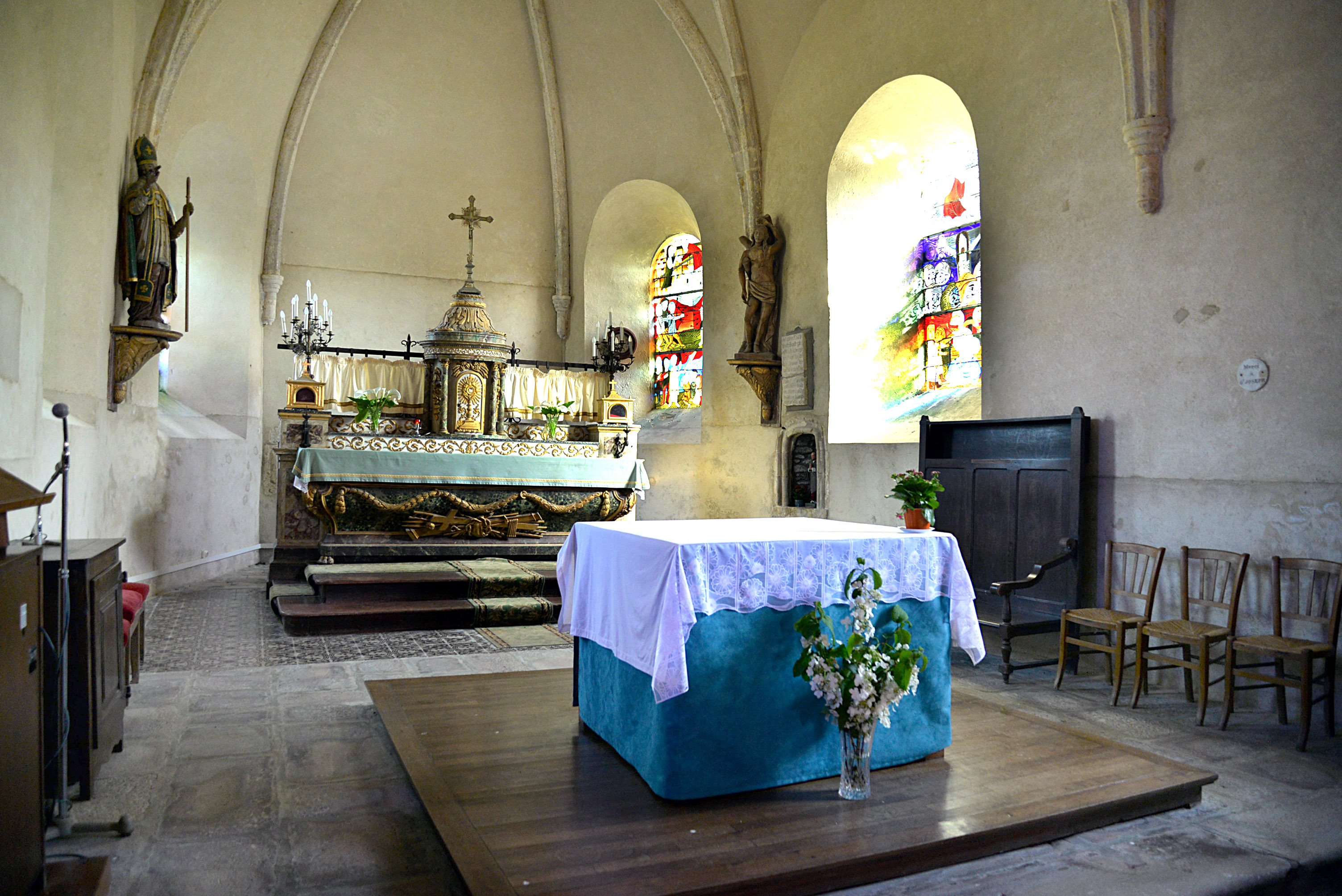
Le chœur de l'église Saint-Martin.
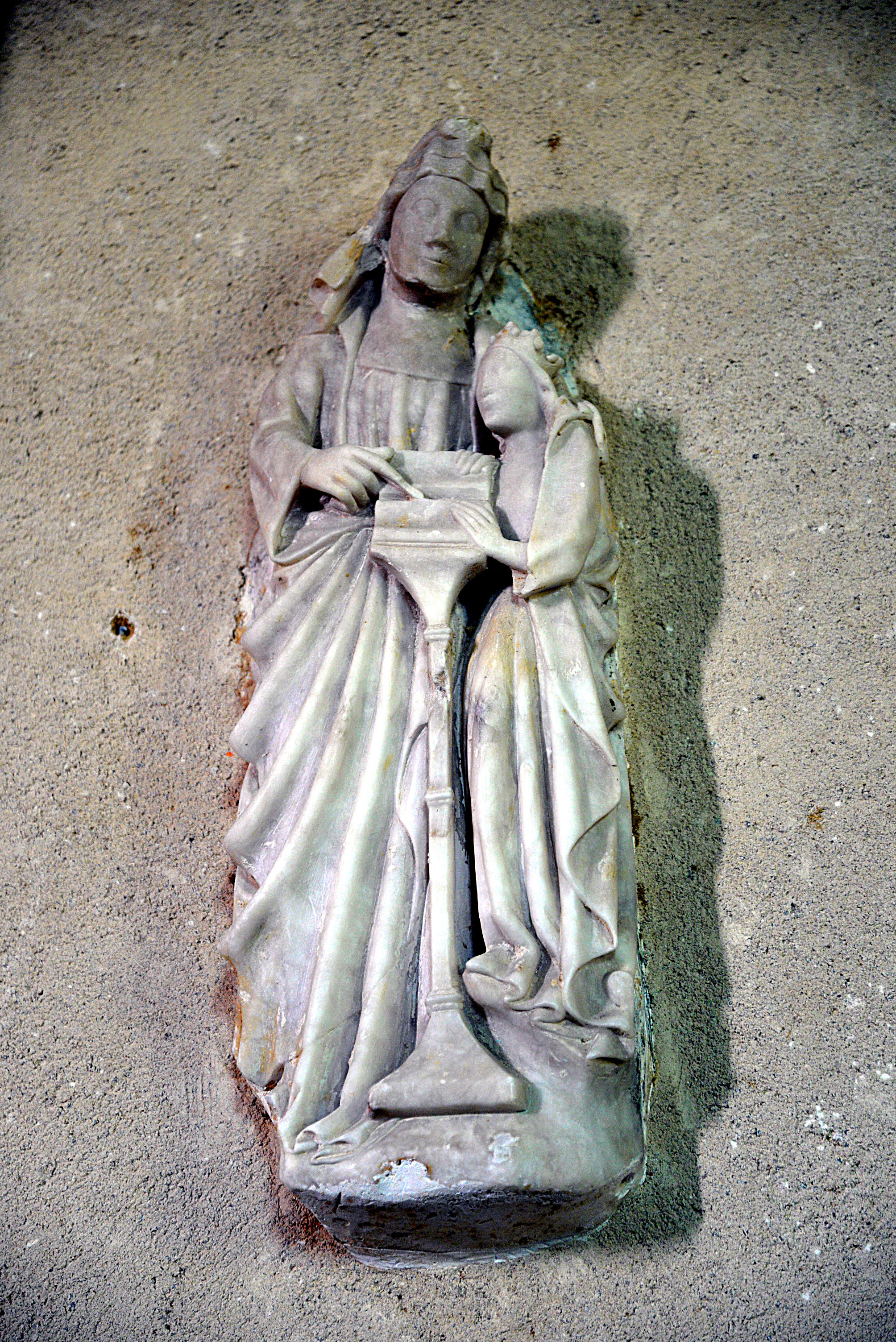
Bas-relief : l'éducation de la Vierge (XVe), classé au titre d'objet.
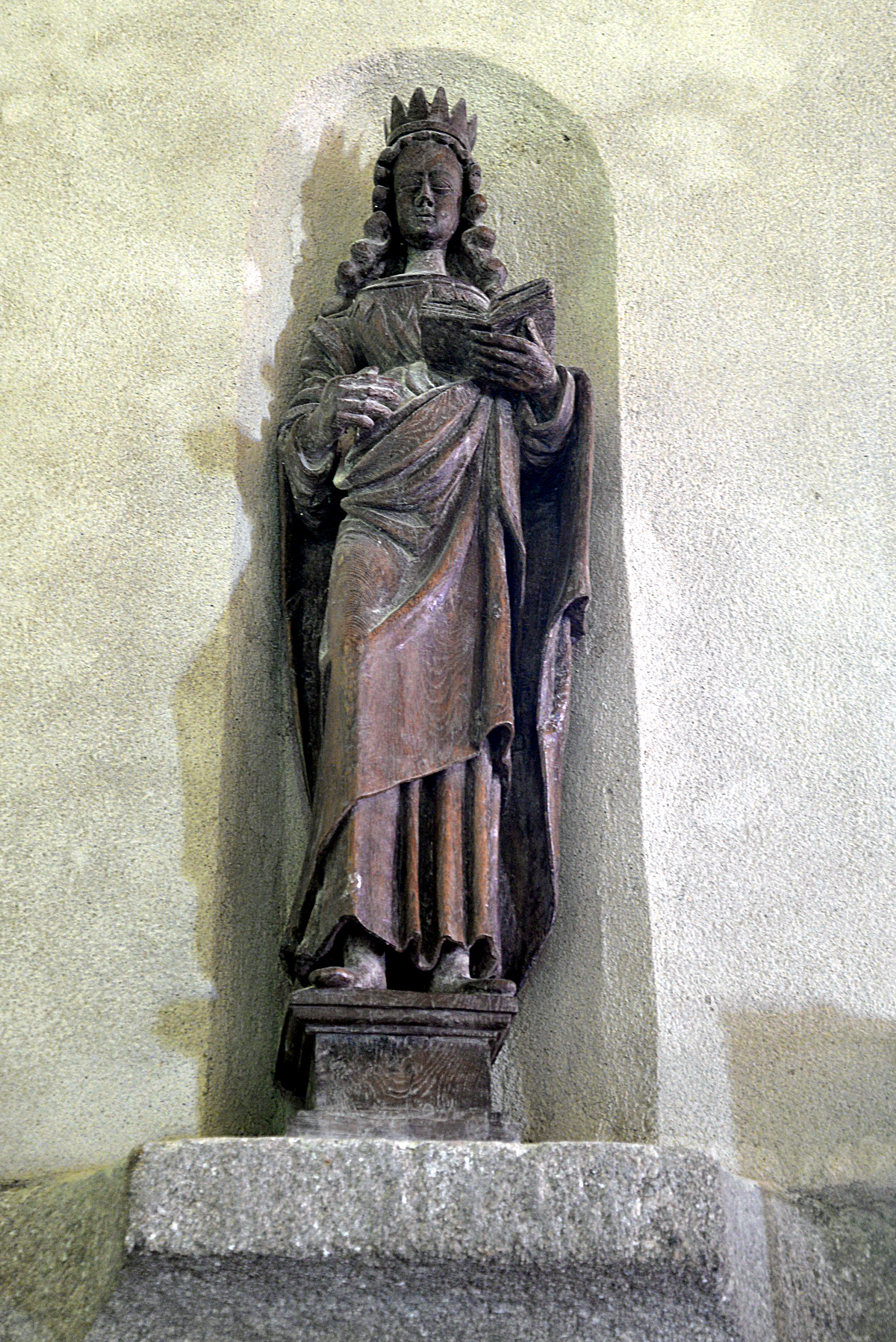
Statue de sainte Barbe.
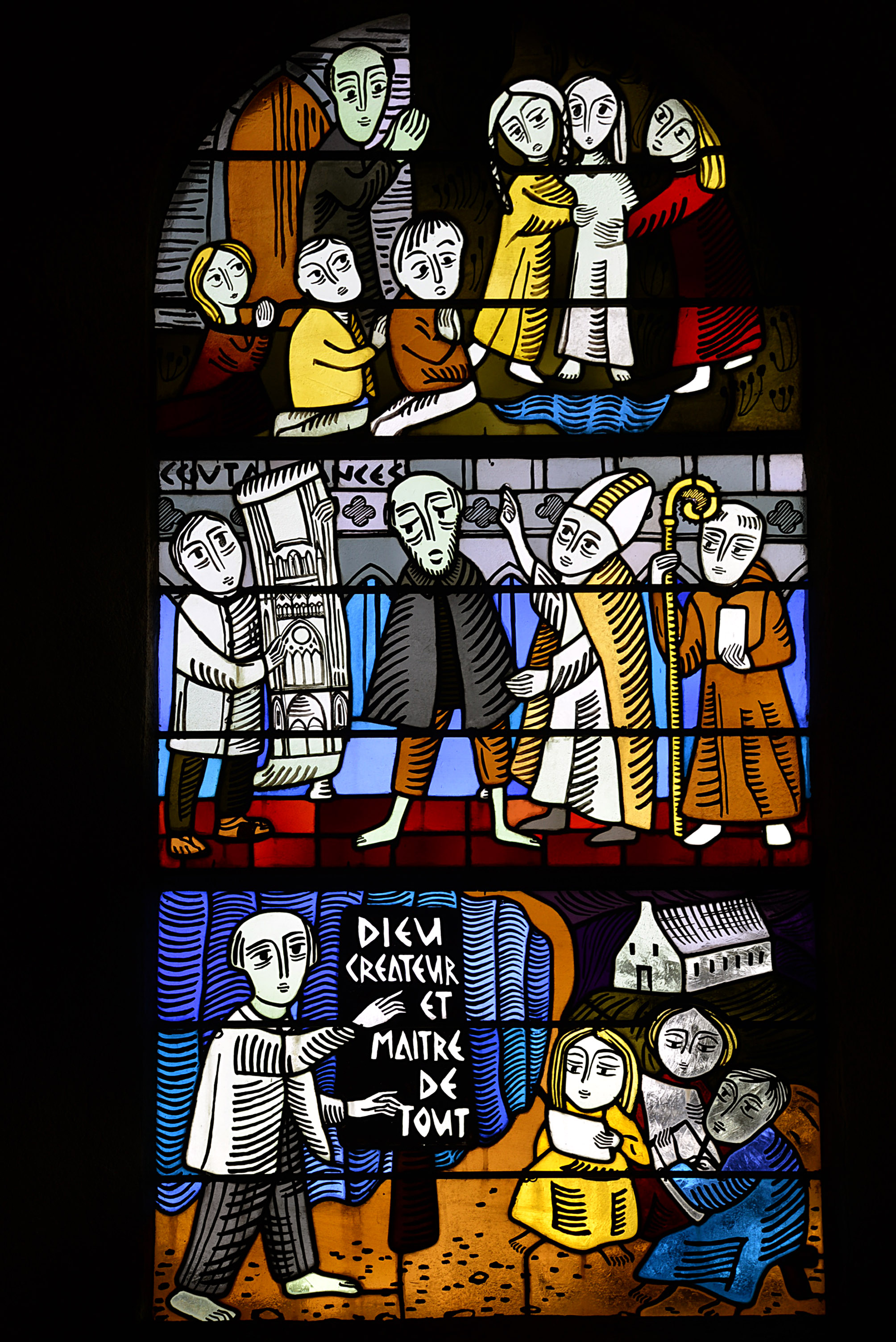
Vitrail du chœur : La Vie du Bienheureux Thomas Hélye.
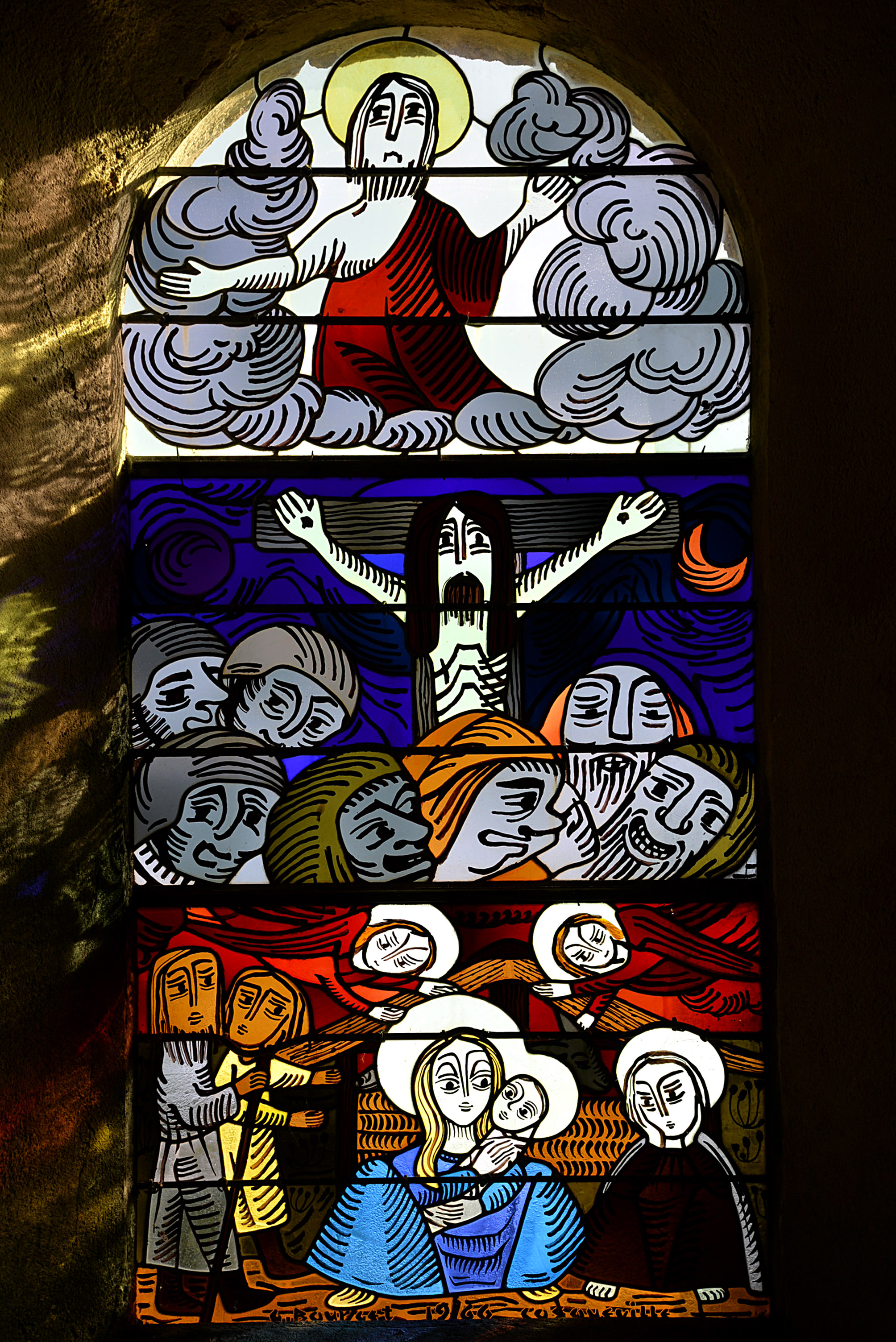
Vitrail du chœur : La Vie du Christ.
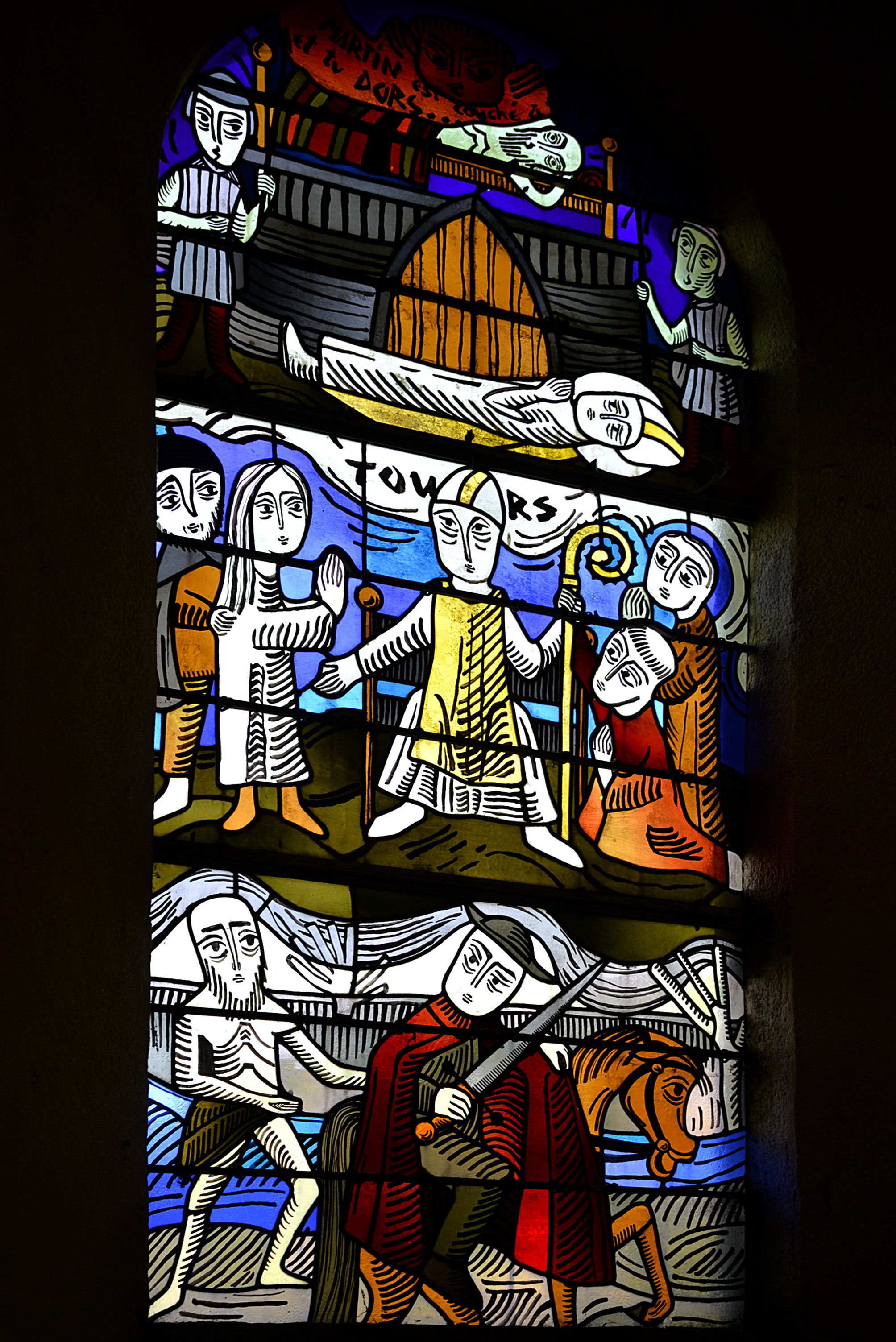
Vitrail du chœur : La Vie de saint Martin.
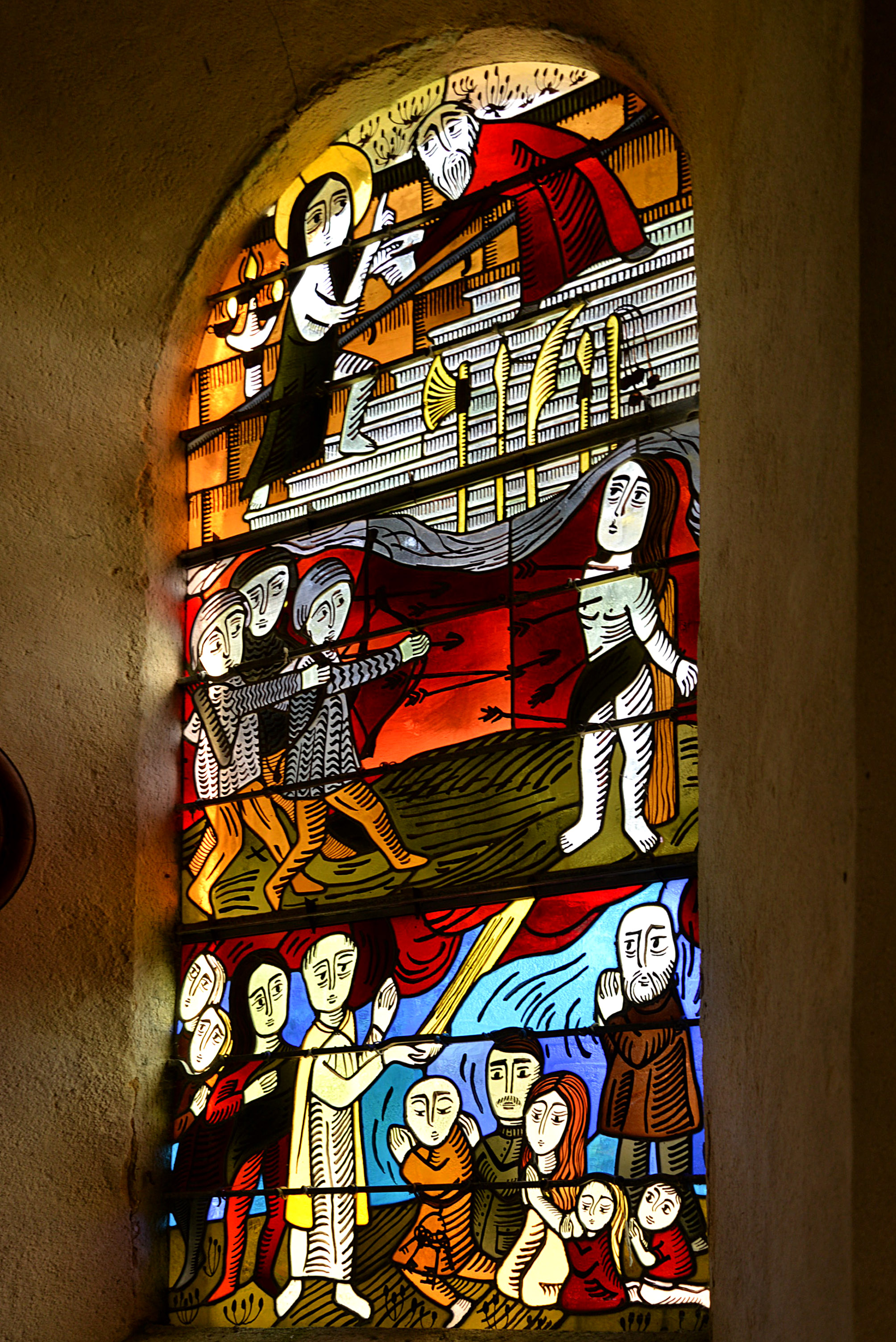
Vitrail du chœur : La Vie de saint Sébastien.
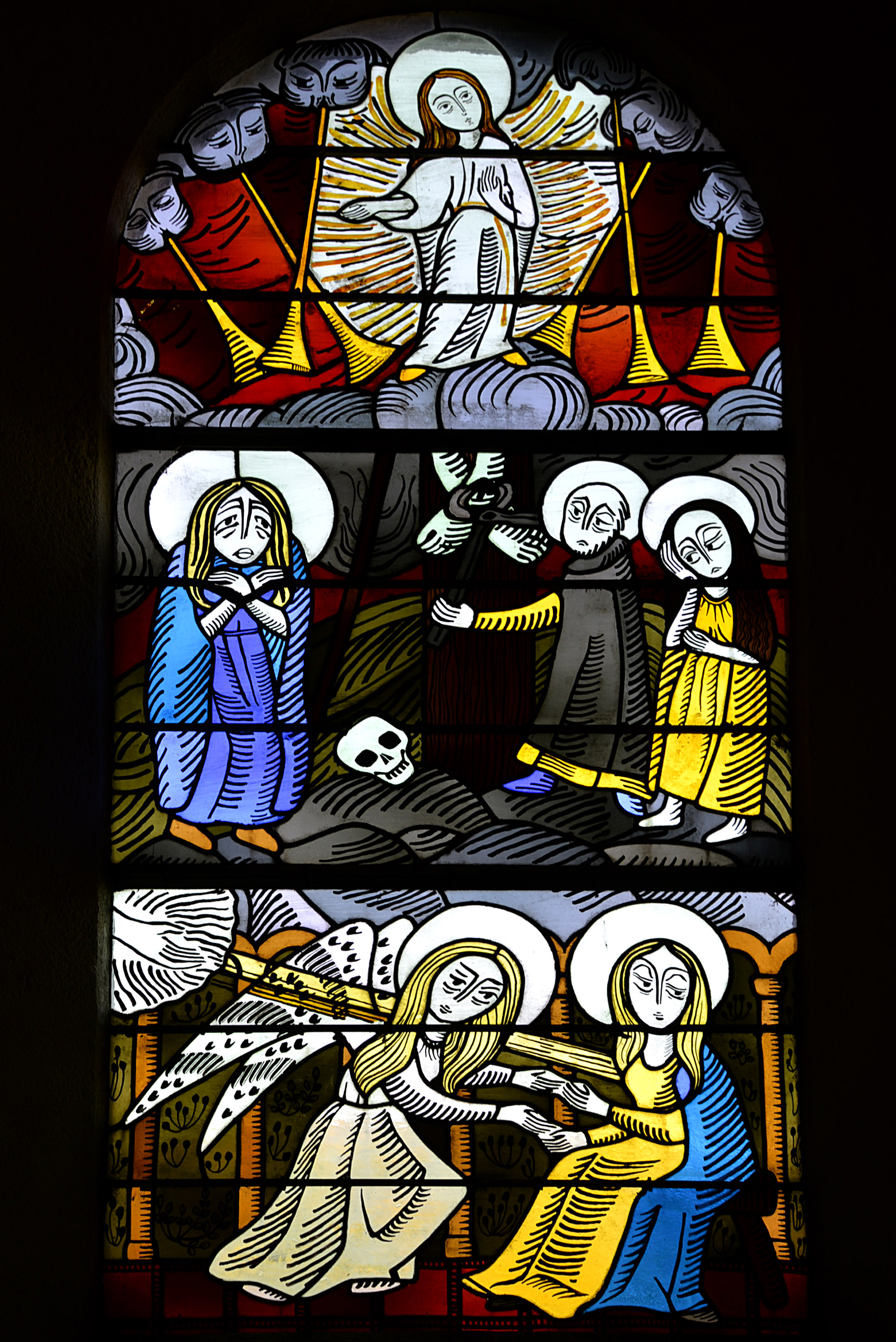
Vitrail du chœur : La Vie de la Vierge.
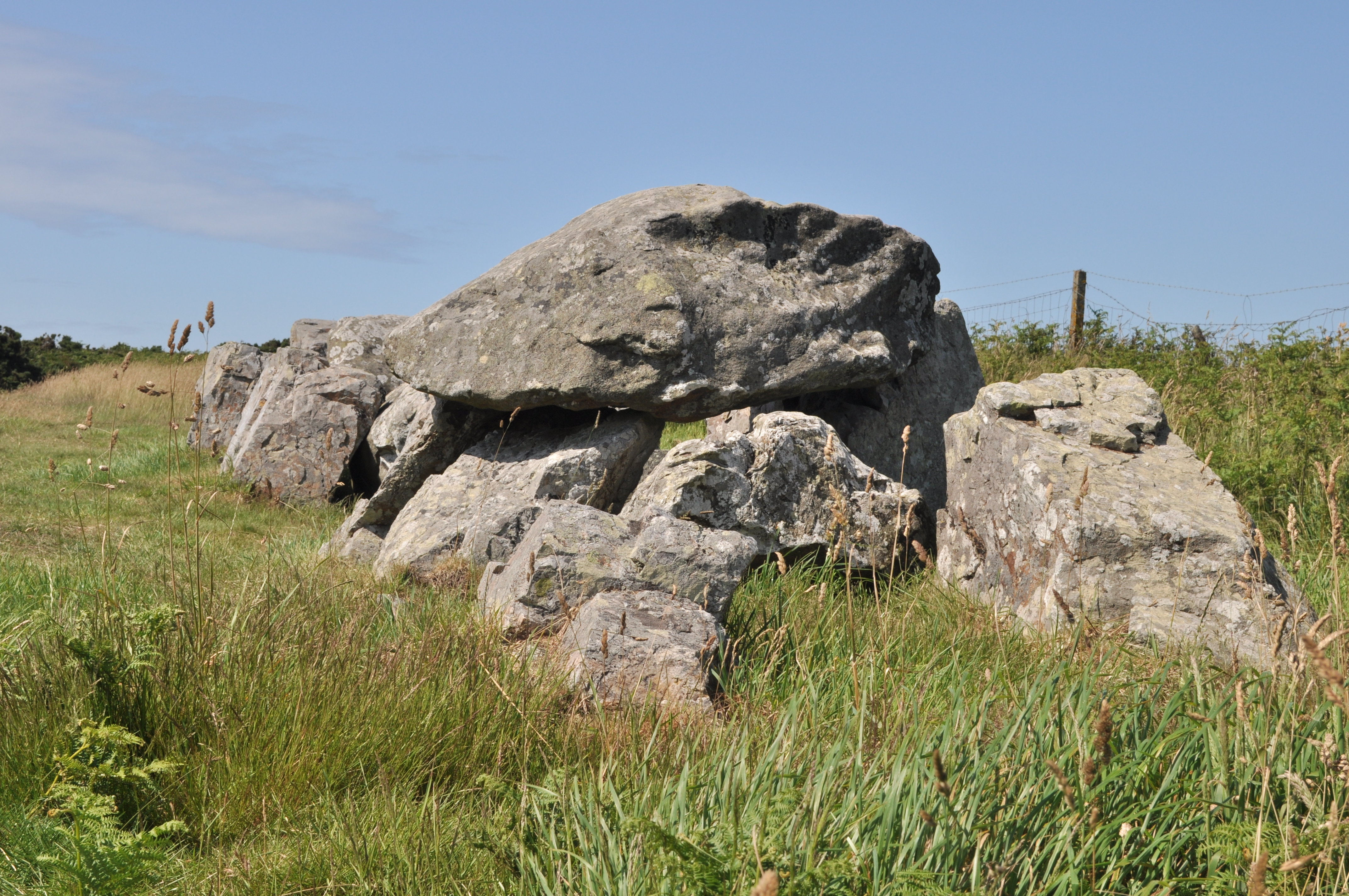
L'allée couverte (les Pierres Pouquelées).
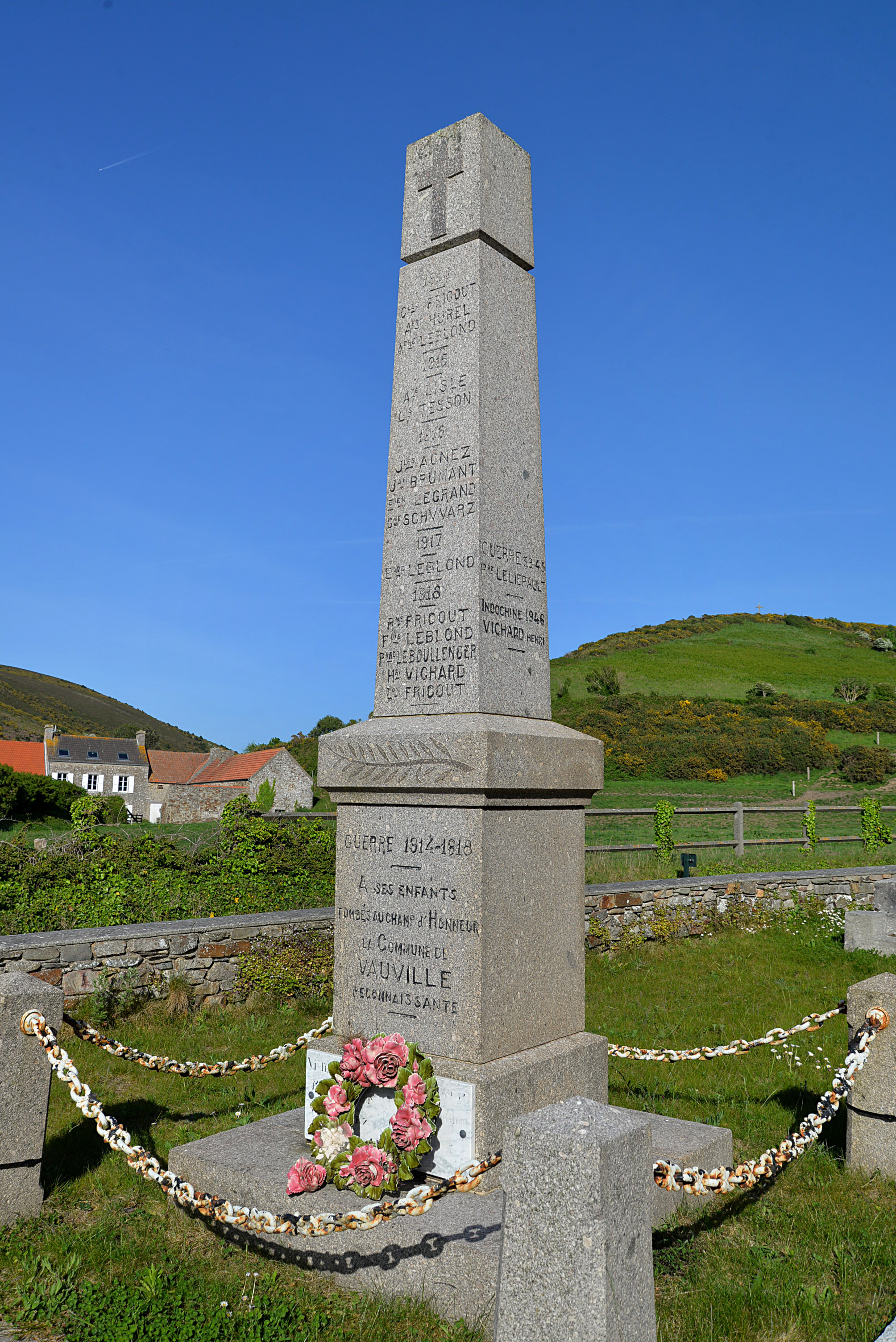
Le monument aux morts.

### Patrimoine naturel
- La mare de Vauville, réserve naturelle nationale sur le littoral, au sud-ouest de la commune.

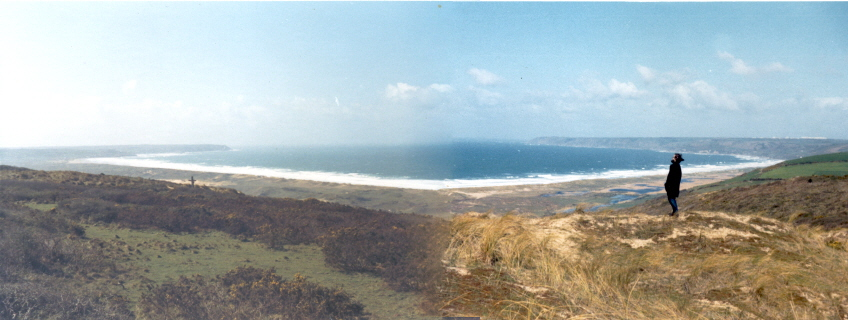
Anse de Vauville, montage panoramique.

### Personnalités liées à la commune
- Thomas Hélye (bienheureux) mort le 19 octobre 1257 au château de Vauville, possession de son ami Gauvain, seigneur de Vauville, où il s'était retiré. Son corps a été transféré le lendemain dans sa commune de naissance, Biville. Le nouveau nom de la paroisse dont dépend Vauville porte son nom[29].
- Le magistrat, peintre-graveur et aquafortiste français Edmond-Marie Poullain a habité Vauville.

### Héraldique
| Blason de Vauville (Manche) | Blason  | De gueules au pal fiché d'argent accosté de six merlettes du même rangées en deux pals. |
| Blason de Vauville (Manche) | Détails | Non officiel.                                                                           |